# Merzig (Saar) Stadtmitte
Merzig (Saar) Stadtmitte – przystanek kolejowy w centrum Merzig, w kraju związkowym Saara, w Niemczech.
Na stacji zatrzymują się pociągi Regionalbahn.

## Połączenia
(stacje końcowe)
- Homburg
- Kaiserslautern
- Koblencja
- Saarbrücken
- Saarhölzbach
- St. Wendel
- Trewir
- Türkismühle (Nohfelden)

| Merzig (Saar) Stadtmitte       |  |                               |
| Linia Saarstrecke              |  |                               |
| Merzig (Saar)odległość: 1,1 km |  | Besseringen odległość: 4,1 km |